# ژوانه گادو
ژوانه گادو (انگلیسی: Joane Gadou؛ زادهٔ ۱۷ ژانویهٔ ۲۰۰۷) بازیکن فوتبال اهل فرانسه است که برای باشگاه فوتبال ردبول زالتسبورگ بازی می‌کند.
وی همچنین در تیم‌های ملی فوتبال زیر ۱۶ سال فرانسه، زیر ۱۷ سال فرانسه و زیر ۱۸ سال فرانسه بازی کرده است.

## دوران باشگاهی
ژوانه گادو در اوبرویلیه به دنیا آمد و اولین تیم جوانان او نانژی در شهر نانژی بود. اگرچه او در روزهای اولیه خود با باشگاه به عنوان یک مهاجم بازی می‌کرد، به تدریج توسط مربیانش به سمت هافبک و نهایتاً به خاطر قامت بلندش به مدافع منتقل شد. گادو در نهایت در سال ۲۰۲۰ توسط آکادمی فوتبال پاری سن-ژرمن جذب شد، استعدادیاب‌ها او را در حین بازی در دومین دسته منطقه‌ای برای نانژی کشف کردند. در فصل ۲۰۲۲–۲۳، با وجود اینکه تنها ۱۶ سال داشت، گادو با تیم زیر ۱۹ سال PSG در قهرمانی ملی زیر ۱۹ سال فرانسه و لیگ اروپا جوانان بازی می‌کرد، به ویژه او در شکست PSG در فینال رقابت اول به میدان رفت. در نیمه دوم سال ۲۰۲۳، لو پاریسین گادو را به عنوان یکی از «امیدهای بزرگ آکادمی پاریس» توصیف کرد و اکیپ او را «یکی از امیدوارکننده‌ترین بازیکنان فرانسوی در پست خود» نامید.
در ۷ ژانویه ۲۰۲۴، گادو برای اولین بار در ترکیب تیم اول پاریس سن ژرمن قرار گرفت. او در ۱ مارس ۲۰۲۴، در یک بازی لیگ ۱ به میدان رفت و جای دنیلو پریرا مصدوم را گرفت. چهار روز بعد، او در ترکیبی لیگ قهرمانان اروپا برای یک بازی در برابر باشگاه فوتبال رئال سوسیداد نامیده شد. با تیم زیر ۱۹ سال، گادو در مسابقات ملی زیر ۱۹ سال موفقیت‌هایی کسب کرد و در پیروزی ۳–۱ برابر اوسر در فینال در ۱۶ ژوئن ۲۰۲۴ به میدان رفت. در ۷ اوت ۲۰۲۴، او در یک بازی دوستانه در برابر اشتورم گراتس اولین بازی خود را برای PSG انجام داد که نتیجه آن ۲–۲ بود.
در اوت ۲۰۲۴، گزارش شد که اکیپ و آرام‌اس اسپورت اعلام کرده‌اند که گادو از امضای قرارداد حرفه‌ای با PSG خودداری کرده و او در حال فروخته شدن در طول فصل نقل و انتقالات است. در ۳ سپتامبر ۲۰۲۴، گادو با باشگاه رد بول سالزبورگ به مدت سه سال قرارداد امضا کرد. مبلغ انتقال او، ۱۰ میلیون یورو (بدون احتساب پاداش‌ها) در رسانه‌ها منتشر شد که این فروش را به عنوان رکورد PSG برای بازیکنی کمتر از ۱۸ سال ثبت کرد.

## دوران ملی
گادو در سطح بین‌المللی جوانان برای فرانسه بازی کرده است. در قهرمانی زیر ۱۷ سال اروپا ۲۰۲۳، او یکی از دو بازیکن (در کنار ماتیس نیفلور) در تیم زیر ۱۷ سال فرانسه بود که در یک رده سنی بالاتر بازی کرد. فرانسه در نهایت به عنوان نایب قهرمان این تورنمنت شناخته شد. در لافاراژ فوت ۲۰۲۳، گادو بخشی از تیم زیر ۱۸ سال فرانسه بود که این رقابت‌ها را برد. او کاپیتان تیم زیر ۱۷ سال فرانسه بود که در قهرمانی زیر ۱۷ سال اروپا ۲۰۲۴ شرکت کرد.